# 大城墩遗址
大城墩遗址，是位于中国安徽省合肥市肥东县石塘镇仓陈村的一个新石器时代至商周时期古遗址，1956年被安徽省人民委员会公布为第一批省级文物保护单位，1981年由安徽省人民政府重新公布为第一批安徽省文物保护单位。
大城墩遗址面积4000平方米，墩高5米，有夹砂红陶片、石锛等新石器时代遗物，器型为鼎足，以及夹砂和泥质灰、红陶片，印着绳纹、叶脉纹的硬陶等商周时期遗物，器型为鬲足和罐。